# Dialogul melian
Dialogul melian este un capitol al scrierii lui Tucidide, „Istoria războiului peloponesiac”, ce a avut loc în anii 416-415 i.e.n și se presupune a fi o reprezentare a dialogului dintre melieni și solii atenieni dinaintea carnajului.
Melos este o insulă localizată la est de Sparta și la nord de insula Creta. În timpul războiului Peloponeziac, această insulă a păstrat o poziție neutră. Cu toate că Melosul s-a declarat neutru, în timpul luptelor, locuitorii ei au sprijinit financiar Sparta, fapt care a determinat un atac din partea atenienilor. După un deceniu de lupte, Melos a fost cucerit de către atenieni, iar populația a fost supusă unor teribile consecințe. Bărbații au fost căsăpiți în totalitate iar femeile și copii luați ca sclavi de către atenieni. 
Înainte de a începe operațiunile militare, comandanții atenieni Cleomedes și Tisias au trimis soli. Tucidide relatează în scrierea sa dialogul dintre solii atenieni și reprezentanții melienilor.
Părerile asupra autenticității dialogului sunt împărțite. De exemplu în dialogul melian sunt discutate topici care la momentul respectiv nu erau încă stringente. Stilul sofist folosit de către Tucidide pune mai multă emfază pe calitatea discursului decât pe conținut. De asemenea conținutul dialogului este foarte apropiat de subiectul discuțiilor sofiste ale timpurilor: faptul că moralitatea este fictivă și că cel puternic are o dominație înnăscută asupra celui slab.
În cadrul capitolului „Despre dialogul Melian” sunt evidențiate argumentele clasice ale diplomației precum amenințarea folosirii forței, stimularea interesului adversarilor, distragerea atenției acestora, intoxicarea lor cu informații false.